# Sloupcová odlučnost

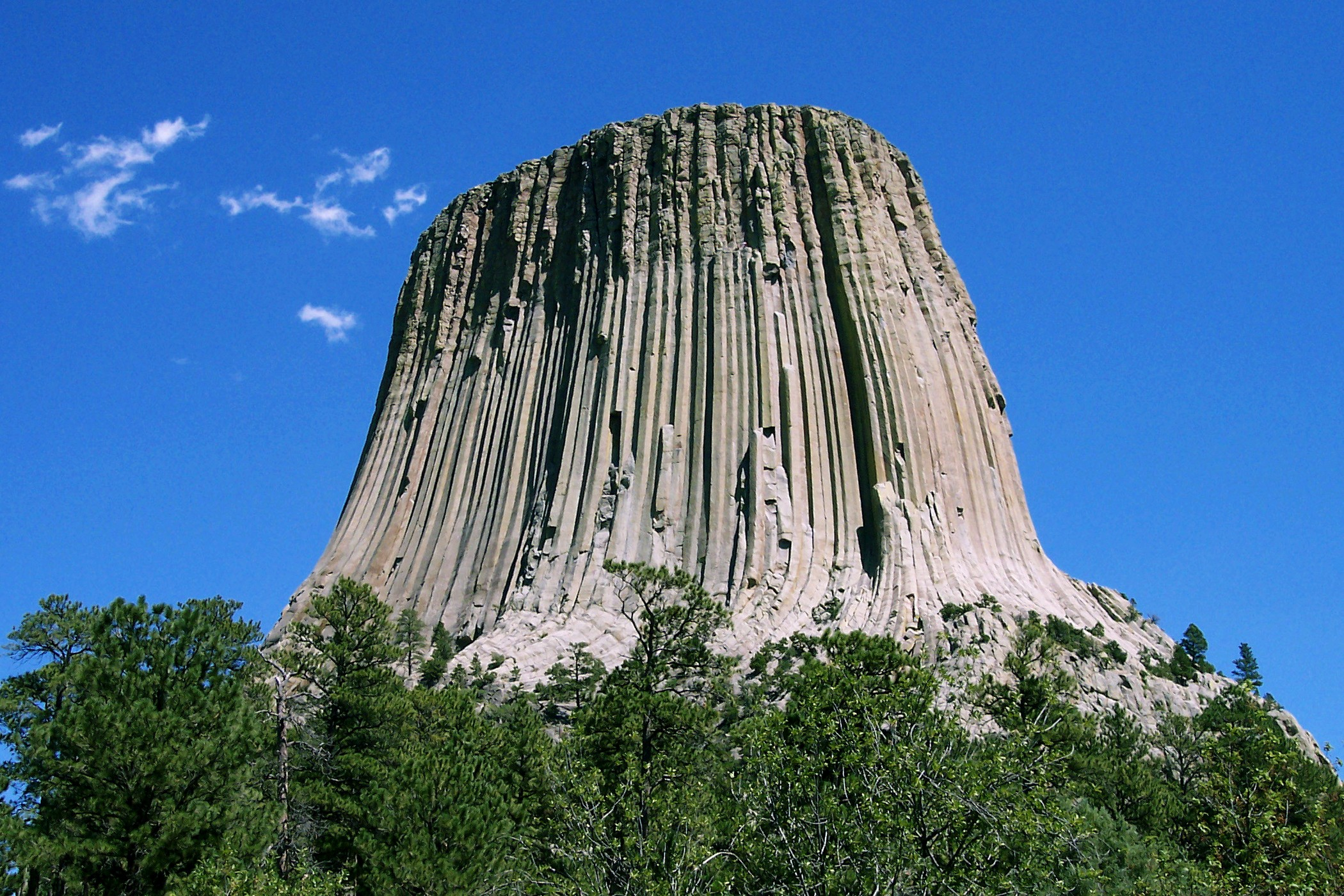
Devils Tower

Sloupcová odlučnost je geologický jev, který se projevuje zejména u čediče, znělce a pískovce.

## Typy
Častá je hexagonální odlučnost. Ta se původně formuje jako obdélníková.

## České země
Při cestování po Čechách se setkáte se skalními útvary, které jsou jakoby poskládané z kamenných sloupců. Tento jev se odborně označuje jako sloupcová odlučnost. Bezesporu nejznámějším útvarem je Panská skála na Práchni u Nového Boru, hovorově označovaná jako "kamenné varhany" nebo "skalní varhany". Proslulá je pravděpodobně díky neobvyklému vzhledu a velmi zřetelně modelovaným sloupcům. Ještě více je její obecná známost dána příznivou polohou blízko frekventované silnice, její dobrou viditelností a obnažením velkého skalního masivu. V severních Čechách naleznete například i skalní útvary Jehla (nad Českou Kamenicí), Zlatý vrch (mezi městy Česká Kamenice a Chřibská), Vrkoč ve Vaňově u Ústí nad Labem, Radobýl u Litoměřic nebo vrch Bořeň u Bíliny. Materiál, kterým jsou skály tvořeny, byl často v dřívějších dobách těžen ke stavebním účelům. Příčinou byl především vhodný tvar i snadná těžitelnost a dostupnost. Jenom díky ochraně přírody se nám tyto pozoruhodné objekty zachovaly.

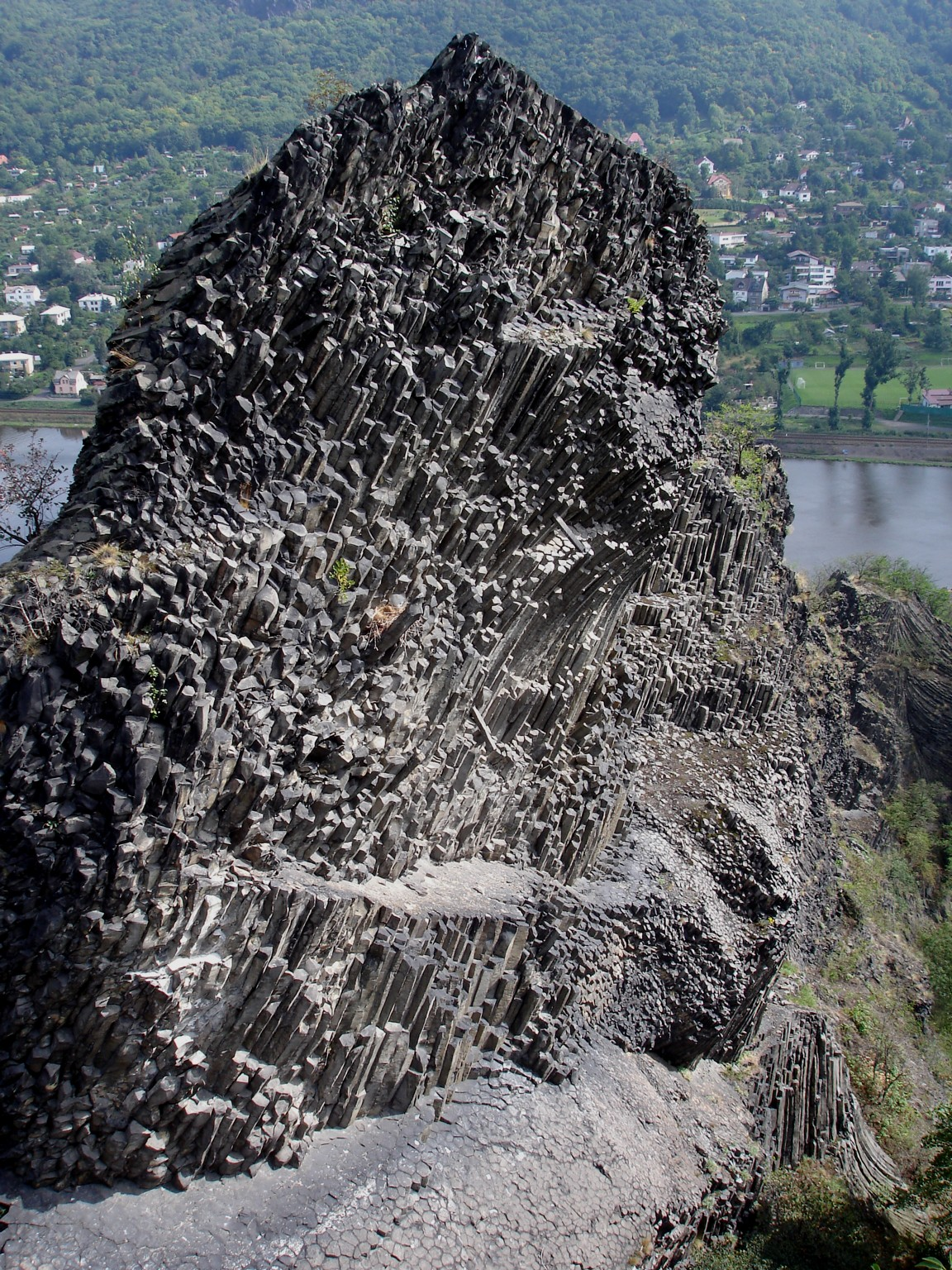
Vrkoč ve Vaňově u Ústí nad Labem

Nejobvyklejším útvarem je skála. Ta je zřetelně členěna na kamenné sloupce. Jejich průměr se většinou pohybuje kolem třiceti centimetrů, výrazně nižší prùměr mají sloupky, které tvoří skalní suk na Dutém kameni nedaleko Cvikova na Českolipsku, a naopak gigantické sloupce o průměru dokonce až do 180 cm najdete na Pustém zámku u Česká Kamenice. Sloupce jsou orientovány většinou svisle, ale na Pustém zámku naleznete útvar členěný vodorovně. Nejčastěji jsou tyto útvary tvořeny čedičem, na Pustém zámku se setkáte se znělcovou skálou a na Dutém kameni dokonce s pískovcem. Sloupce dosahují výšky či délky až 30 m, naopak mezi velmi malé patří útvar na Dutém kameni.
Ojedinělým útvarem je Čertova zeď. Jde o souvislou žílu složená ze sloupců uložených vodorovně, která se táhne od Mazovy horky na úpatí Ještědu až k Bezdězu. Nad povrch vystupuje jen místy, například mezi Českým Dubem a osadou Kotel. Zde se nalézá především mohutná obnažená stěna, ale i rozsáhlé stopy po těžbě kamene.
Většina těchto útvarů vznikla při třetihorní sopečné činnosti. Láva vystupovala na povrch z hloubek větších než 30 km. Při rovnoměrném velmi pomalém ochlazování lávy vznikaly většinou pěti nebo šestiboké sloupce. V pozdějších údobích byly různými erozními procesy obnažovány a preparovány.
Vznik pískovcových sloupečků na Dutém kameni rovněž souvisí s vulkanickou činností, ale způsob vzniku je odlišný. Horké plyny a páry doprovázející lávu, která se na zemský povrch nevylila, stoupaly puklinami a zahřívaly pískovec na teplotu, která nestačila k roztavení horniny, ale zpevnila strukturu pískovce. Při následném chladnutí došlo ke zmenšování objemu horniny, ke vzniku trhlin a k rozpukání pískovce na tenké svislé desky. Místy byly tyto desky dále rozděleny příčnými trhlinami na drobné čtyř až šestiboké pískovcové sloupečky.

## Zahraničí
Skalní útvary se sloupcovou odlučností patří k vyhledávaným turistickým cílům i v zahraničí. Některé výrazné útvary uvádí následující výběr:

### Evropa

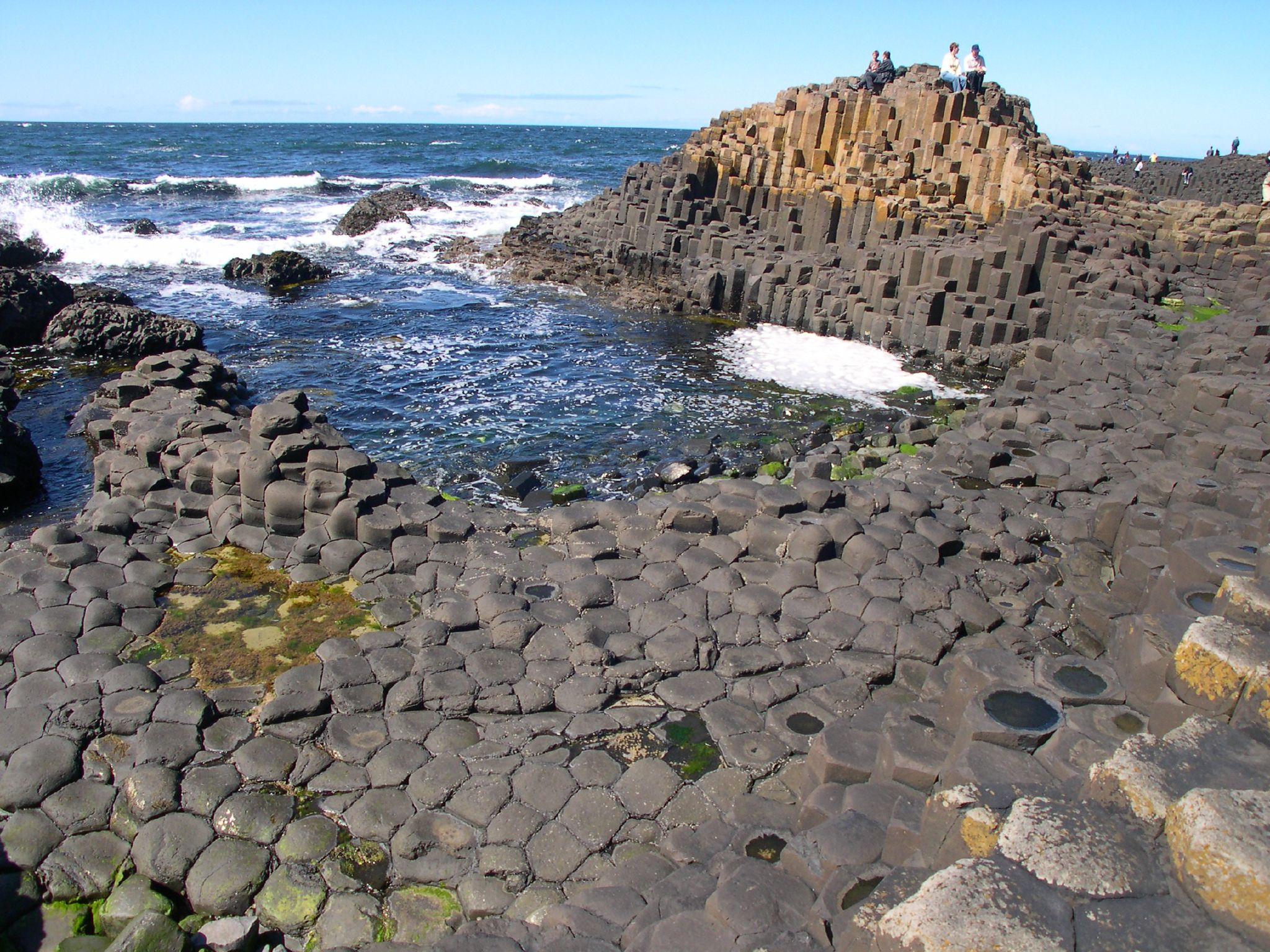
Giant's Causeway

- Giant's Causeway (Obrův chodník) v Severním Irsku

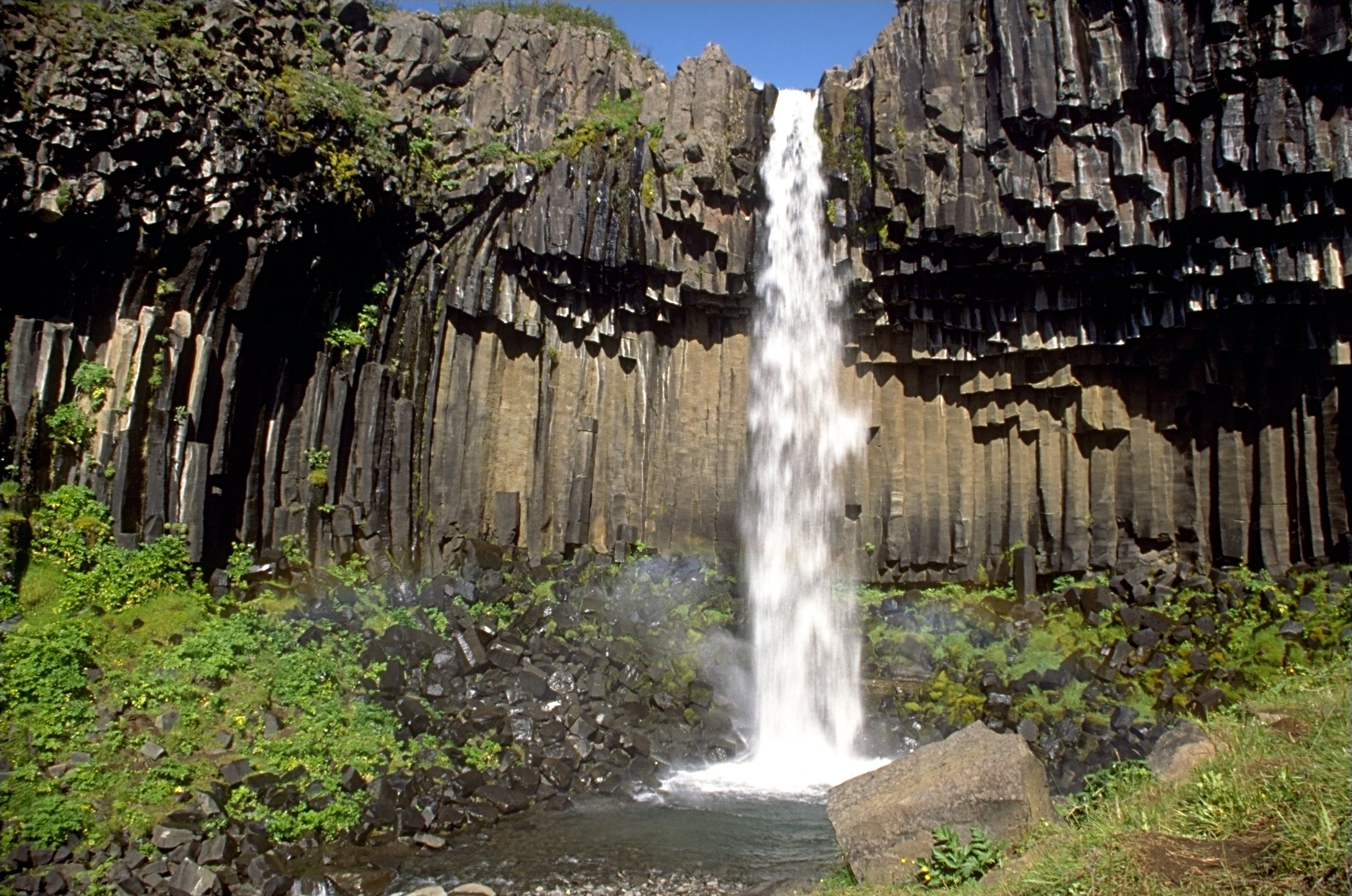
Vodopád Svartifoss

- Skála islandského vodopádu Svartifoss
- Samsonova žebra (Samson's Ribs) ve skotském Edinburghu
- Útesy na skotských ostrovech Vnitřních Hebrid, např. Ulva nebo Staffa (s jeskyní Fingal's Cave)

### Asie
- Basalt Island v Hongkongu
- Skály u severotureckého města Boyabat
- Skály v okolí arménské vesnice Garni Gorge
- Hexagon Pool v izraelských Golanských výšinách
- Útes Jusangjeolli jihokorejského ostrova Čedžu
- Indické Ostrovy Svaté Marie
- Sloupcový mys (Stolbčatyj) kurilského ostrova Kunašir

### Ostatní světadíly
- Devils Postpile National Monument ve východní Kalifornii
- Devils Tower (Ďáblova věž) v severovýchodním Wyomingu
- Skála Sheepeater Cliff v americkém Yellowstonském národním parku
- Los Prismas Basálticos (Bazaltové hranoly) u mexického města Huasca de Ocampo
- Organ Pipes National Park v australské Victorii